# Oxymastinocerus nigripennis
Oxymastinocerus nigripennis är en skalbaggsart som beskrevs av Wittmer 1988. Oxymastinocerus nigripennis ingår i släktet Oxymastinocerus och familjen Phengodidae. Inga underarter finns listade i Catalogue of Life.